# Eucyclotoma albomacula
Eucyclotoma albomacula é uma espécie de gastrópode do gênero Eucyclotoma, pertencente a família Raphitomidae.